# Solbergbakken
Solbergbakken je zapuščena norveška skakalnica, ki se nahaja v kraju Valler v občini Bærum v administrativni regiji Akershus.  

## Zgodovina
Kritična točka skakalnice je ostala pri K-59. Skakalnica je bila v uporabi vse do leta 1990. Na tej skakalnici so bili postavljeni tudi trije moški in en ženski svetovni rekord. Asbjørn Nilssen in Morten Hansen sta leta 1899 pristala pri 32,5 metrih, medtem ko je Olaf Tandberg skočil 35,5 metra leta 1900. Hilda Stang pa je leta 1910 postavila ženski svetovni rekord z 22 metri. Vsi štirje tekmovalci so bili iz Norveške.

## Svetovni rekordi
- 1899  Asbjørn Nilssen 32,5 m
- 1899  Morten Hansen 32,5 m
- 1900  Olaf Tandberg 35,5 m
- 1910  Hilda Stang 22 m, ženski svetovni rekord